# Spongiosperma oleifolium
Spongiosperma oleifolium är en oleanderväxtart som först beskrevs av Monachino, och fick sitt nu gällande namn av J.L. Zarucchi. Spongiosperma oleifolium ingår i släktet Spongiosperma och familjen oleanderväxter. Inga underarter finns listade i Catalogue of Life.